# ×Cirsiocarduus parisiensis
Cirsiocarduus parisiensis là một loài thực vật có hoa trong họ Cúc. Loài này được P.Fourn. mô tả khoa học đầu tiên năm 1928.